# Katy Perry
Katheryn Elizabeth Hudson (Santa Bárbara, 25 de outubro de 1984), conhecida pelo nome artístico Katy Perry, é uma cantora, empresária, e personalidade de televisão estadunidense. Conhecida por sua notabilidade na música pop moderna, ela foi chamada de "Rainha do Camp" pela revista Vogue. Seguindo uma carreira na música gospel aos 16 anos, Perry lançou seu álbum de estreia, Katy Hudson, pela Red Hill Records em 2001, que não obteve sucesso comercial. Ela se mudou para Los Angeles aos 17 anos para se aventurar na música secular, e mais tarde adotou o nome artístico de "Katy Perry", originário do nome de solteira de sua mãe. Ela gravou um álbum enquanto contratada da Columbia Records, mas foi dispensada, e então assinou com a Capitol Records.
Ela alcançou a fama com o disco One of the Boys (2008), um disco de pop rock contendo seu single de estreia "I Kissed a Girl" e o single seguinte "Hot n Cold", que alcançou o número um e três na tabela estadunidense Billboard Hot 100, respectivamente. O álbum pop influenciado pela música disco Teenage Dream (2010) gerou cinco singles a alcançar o topo da parada dos Estados Unidos - "California Gurls", "Teenage Dream", "Firework", "E.T." e "Last Friday Night (T.G.I.F.)" - tornando-se o único álbum por uma artista feminina a alcançar tal feito. Uma reedição do álbum, intitulado Teenage Dream: The Complete Confection (2012), posteriormente produziu o single "Part of Me", que também alcançou o topo da tabela estadunidense. Seu álbum com tema de empoderamento, Prism (2013), teve dois singles número um nos Estados Unidos, "Roar" e "Dark Horse". Ambos os respectivos videoclipes fizeram de Perry o primeiro artista a ter mais de vídeo atingindo um bilhão de visualizações na plataforma Vevo. O álbum de eletropop Witness (2017) apresentou temas de feminismo e um subtexto político, enquanto Smile (2020) foi influenciado por sua recente jornada de maternidade e saúde mental. Posteriormente, ela embarcou em sua residência de shows em Las Vegas intitulada Play (2021–2023), recebendo aclamação da crítica e sucesso comercial. Em 2024, lançou seu álbum de dance pop "143", precedido pelo polêmico single "Woman’s World". Num geral, o disco fala sobre amor e contém canções dedicadas à sua filha, Daisy Dove.
Perry é um dos artistas musicais que mais venderam em todos os tempos, tendo vendido mais de 143 milhões de discos em todo o mundo. Ela tem nove singles a alcançarem o número um nos Estados Unidos, três álbuns número um nos Estados Unidos bem como vários prêmios, incluindo um Billboard Spotlight Award (atualmente a única artista feminina a ter um), quatro Guinness World Records, cinco Billboard Music Awards, cinco American Music Awards, um Brit Award e um Juno Award. Perry foi incluída nas listas anuais da Forbes das mulheres mais bem pagas na música de 2011 a 2019. Sua aclamada apresentação no intervalo do Super Bowl em 2015 é a mais assistida da história. Fora da música, ela lançou um documentário autobiográfico intitulado Katy Perry: Part of Me em 2012, dublou Smurfette na série de filmes The Smurfs e lançou sua própria linha de sapatos Katy Perry Collections em 2017. Perry atuou como jurada no American Idol de 2018 até 2024. Ela também é a segunda mulher mais seguida e a sexta pessoa mais seguida no Twitter, com mais de 108 milhões de seguidores. Em agosto de 2024, a Billboard considerou Perry como sendo a 25.ª maior estrela pop do período 2000-2024. Em setembro de 2024, Katy Perry recebeu o Video Vanguard Award pela sua contribuição para a arte do videoclipe, onde também realizou uma performance contendo canções de seu novo disco "143" e seus maiores sucessos.

## Biografia e carreira

### 1984–1998: Infância, adolescência e educação

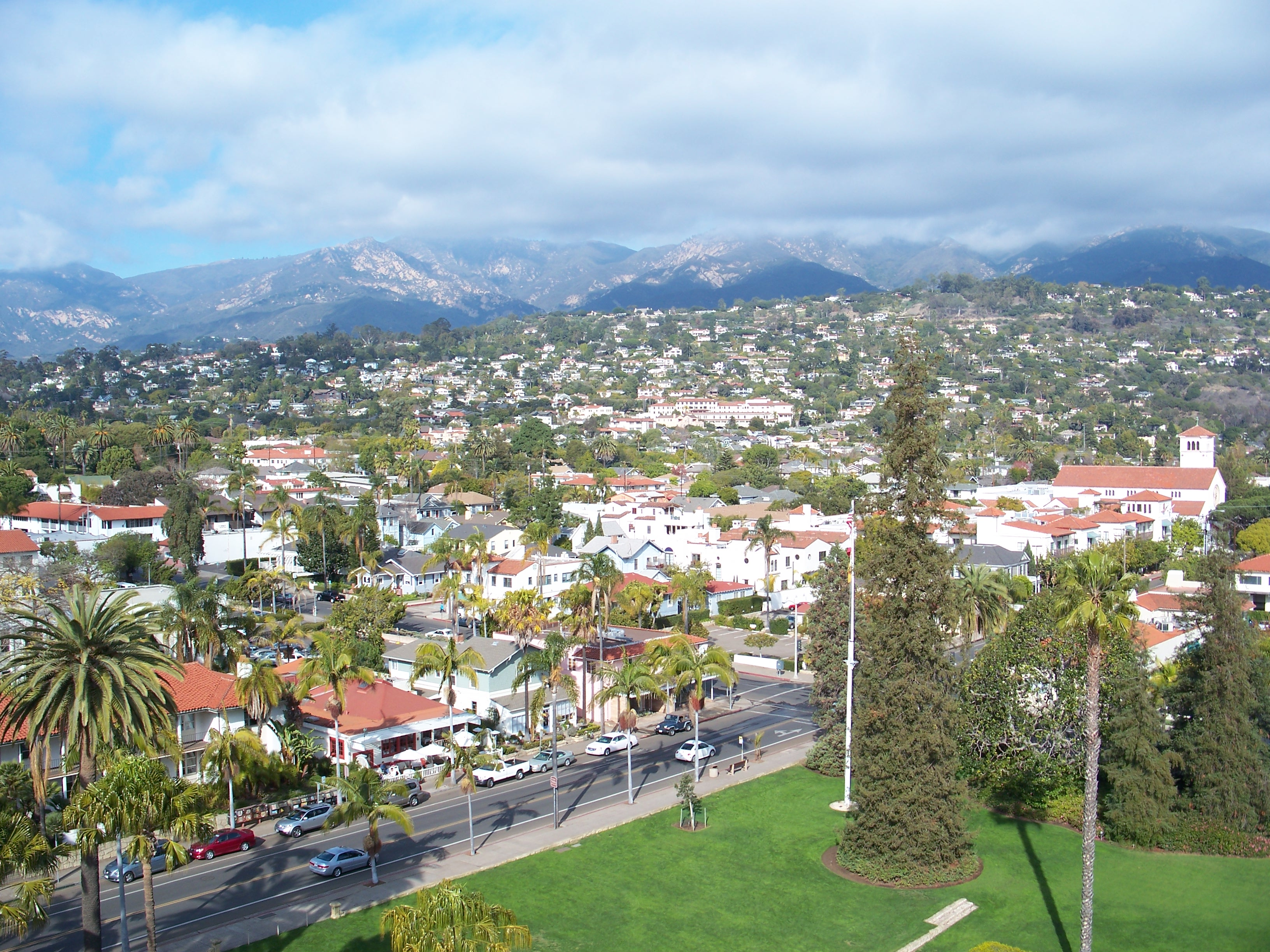
Vista de Santa Bárbara, cidade natal da cantora.

Katheryn Elizabeth Hudson nasceu em 25 de outubro de 1984 em Santa Bárbara, Califórnia, Estados Unidos, oriunda de uma família de classe baixa. Ela é filha de dois pastores evangélicos, Keith e Mary Hudson, e possui dois irmãos, uma mais velha chamada Angela Hudson e um mais jovem chamado David Hudson. Katheryn tem ascendência portuguesa por parte da sua mãe, que é irmã do cineasta Frank Perry e da roteirista Eleanor Perry, ambos falecidos. Três dos seus trisavós eram originários dos Açores, mais especificamente de Horta. O sobrenome original da sua família portuguesa era "Pereira", mas foi anglicizado para "Perry", após a imigração para os Estados Unidos. Ela também tem ascendência alemã, irlandesa e inglesa.
Quando era criança, ela ouvia apenas música gospel e era proibida de ouvir outros estilos musicais, chamados por seus pais de "músicas seculares". Ela participava de escolas dominicais e acampamentos religiosos, chegando a fazer aulas de dança em um salão em Santa Bárbara, onde aprendeu a dançar swing, Lindy Hop e jitterbug. Segundo a cantora, ela competia musicalmente com sua irmã mais velha porque queria "copiar sua irmã e tudo o que ela fazia" e devido a isso, praticava seu canto com fitas cassetes, que eram frequentemente roubadas por Katheryn para treinar. Após treinar, ela cantou para seus pais e eles sugeriram para que ela aperfeiçoasse suas habilidades com aulas de canto; durante um certo período, cantava publicamente em restaurantes e reuniões familiares. Ela foi batizada e, aos nove anos de idade, começou a cantar no coro musical de sua igreja até os dezessete anos. Quando adolescente, ela estudou no Colégio Dos Pueblos e depois de completar o ensino médio e receber seu diploma, ela decidiu prosseguir sua carreira musical, estudando canto até os dezesseis anos de idade e até mesmo chegando a cursar ópera na Faculdade de Música do Oeste em Santa Bárbara, mas por pouco tempo.

### 2000–2006: Início de carreira,Katy Hudsone álbuns cancelados
Por um curto período, Perry teve aulas de canto com uma mulher chamada Agatha Danoff em instalações alugadas da Music Academy of the West. Seu canto chamou a atenção dos artistas de rock Steve Thomas e Jennifer Knapp de Nashville, que a levaram para lá para melhorar suas habilidades como compositora. Em Nashville, ela começou a gravar demos e aprendeu a escrever músicas e tocar guitarra. Perry assinou com a Red Hill Records e gravou seu álbum de estreia, um disco de música cristã contemporânea intitulado Katy Hudson, que foi lançado em março de 2001. Ela também saiu em turnê naquele ano como parte da Strangely Normal Tour de Phil Joel, e embarcou em outras apresentações próprias nos Estados Unidos. Katy Hudson recebeu críticas mistas dos críticos e não teve sucesso comercial, vendendo cerca de 200 cópias antes de a gravadora encerrar suas operações em dezembro daquele ano. Fazendo a transição da música cristã para a música secular, Perry começou a trabalhar com o produtor Glen Ballard, e mudou-se para Los Angeles aos 17 anos. Ela optou por trabalhar com Ballard devido ao seu trabalho anterior com Alanis Morissette, uma de suas maiores inspirações. Em 2003, ela brevemente se apresentou como Katheryn Perry, para evitar confusão com a atriz Kate Hudson, e mais tarde adotou o nome artístico Katy Perry, usando o nome de solteira de sua mãe.
Em 2004, ela assinou contrato com o selo de Ballard, Java Records, que era então afiliada à The Island Def Jam Music Group. Perry começou a trabalhar em um disco solo com lançamento previsto para março de 2005, mas o disco acabou sendo não lançado. Depois disso, Ballard então a apresentou a Tim Devine, executivo de A&R da Columbia Records, com a qual ela assinou contrato como artista solo. Durante sua permanência na Columbia, Perry trabalhou com uma série de compositores, incluindo a equipe de produção The Matrix. Devine então sugeriu que eles se tornassem um "grupo de verdade", e gravaram um álbum autointitulado.  O disco foi planejado para lançamento em 2004, mas foi cancelado devido a diferenças criativas, e foi finalmente lançado apenas em 2009. Em setembro de 2004, a revista Blender a nomeou como "a próxima grande coisa". Em novembro de 2006, Perry terminou de escrever e gravar material para seu disco de estreia na Columbia, intitulado Fingerprints, que era planejado para lançamento em 2007. No entanto, o disco também foi descartado, com parte de seu material aparecendo em seu futuro álbum One of the Boys e sendo regravado por artistas como Kelly Clarkson e Selena Gomez & the Scene. Após ser dispensada pela Columbia em 2006, ela trabalhou em uma empresa independente de A&R, Taxi Music.

### 2007–2009: Estreia oficial na música,One of the BoyseMTV Unplugged
Após assinar com a gravadora Capitol Records, Katy Perry escreveu e co-escreveu novas canções para um novo álbum de estúdio, sendo que entre 2004 e 2008, ela já havia escrito "entre sessenta e cinco e setenta canções". Com as gravações do álbum concluídas, a Capitol Records optou por lançar um extended play digital para introduzir a cantora na mídia, a canção chamada "Ur So Gay", que ganhou notoriedade após a cantora Madonna elogiar a canção durante uma entrevista com a rádio norte-americana Kiss-FM, dizendo que era a sua música favorita na época.

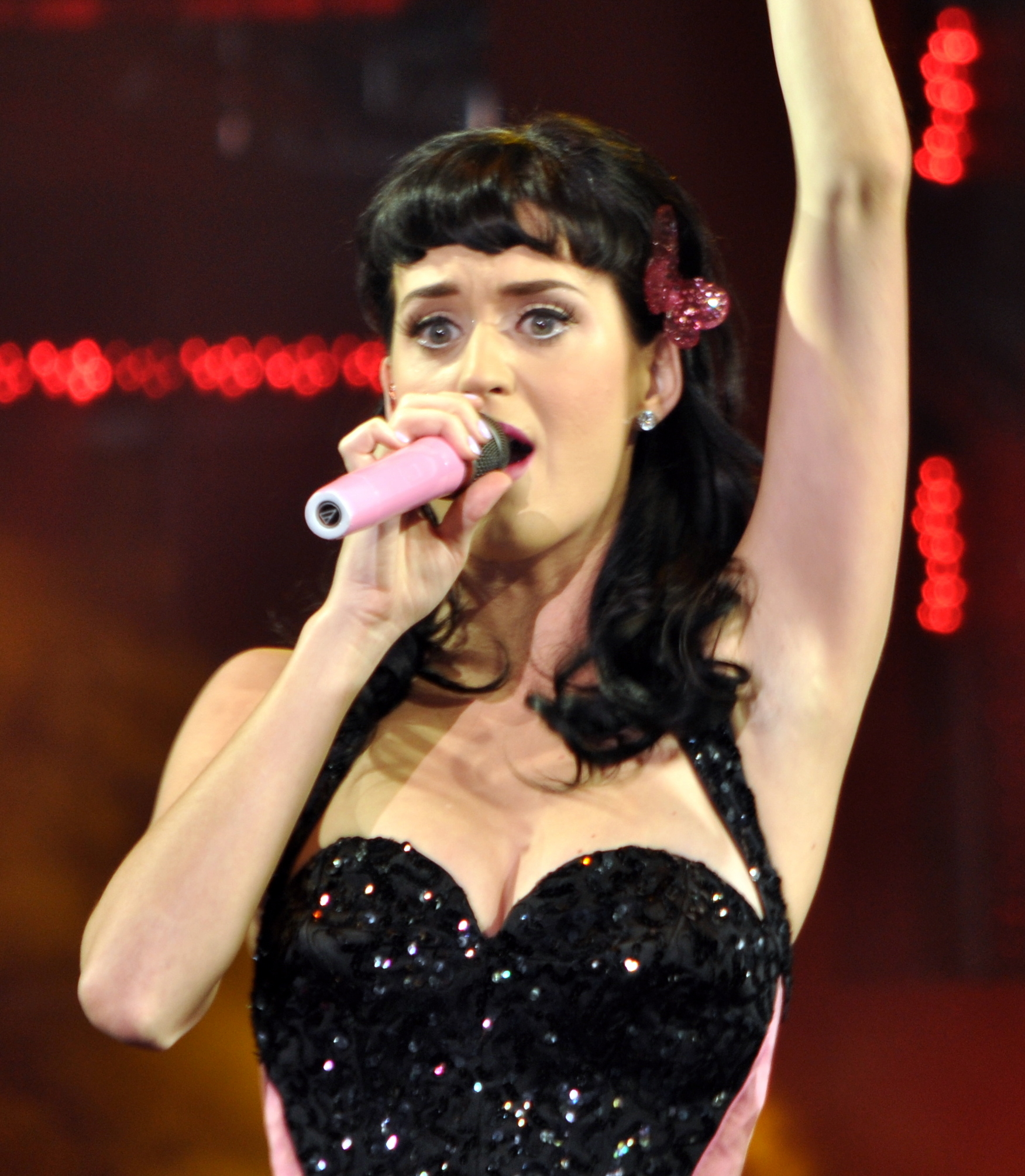
Katy cantando "Hot n Cold" no "YouTube Live 2008".

Com o primeiro single oficial, "I Kissed a Girl", sendo classificado na primeira posição das paradas musicais da Austrália, Áustria, Bélgica, Bulgária, Canadá, Dinamarca, Holanda, Irlanda, Itália, Estados Unidos, Nova Zelândia, Reino Unido e Suécia e com o lançamento do segundo disco gravado e o seu primeiro álbum oficial, One of the Boys, Katy Perry embarcou no festival de música Warped Tour 2008, percorrendo por diversos estados norte-americanos. Em setembro, foi lançado o segundo single do álbum, "Hot n Cold", que ficou no pódium das paradas da Alemanha, Áustria, Canadá, Estados Unidos, Finlândia, Irlanda e Portugal, considerado o segundo e um dos maiores hits de sua carreira. Perry foi a apresentadora da cerimônia de premiação MTV Europe Music Awards de 2008 e concorreu nas categorias "Artista/Banda Revelação" e "Canção Favorita do Ano" com "I Kissed a Girl". Em dezembro de 2008, a cantora terminou seu namoro de quase dois anos com o rapper e vocalista do Gym Class Heroes, Travis McCoy, devido a falta de tempo da cantora para conciliar sua vida profissional e pessoal. Em uma entrevista no final de 2008, Katy Perry descreveu-se como "uma versão mais gorda de Amy Winehouse e mais magra de Lily Allen"; Allen, também artista da Capitol Records, reagiu contra Perry chamando-a de "cópia norte-americana", além de ameaçar divulgar o número de seu celular oficial no Facebook. Perry desculpou-se com a cantora, mas ignorou as ofensas ditas por Allen.
Além de lançar "Thinking of You" como terceiro single, Perry iniciou sua primeira turnê mundial, Hello Katy Tour, em janeiro de 2009. Ainda em janeiro, ela participou do 51st Grammy Awards, onde foi indicada pela primeira vez, porém sem êxito. A cantora e vencedora da primeira temporada do American Idol, Kelly Clarkson, regravou as canções do álbum (A) Katy Perry, "Hook Up" e "Long Shot", para seu quarto álbum de estúdio, All I Ever Wanted, lançado em 2009. A gravadora afiliada à Capitol Records, Let's Hear It Records, lançou o álbum The Matrix em 2009, mas sem a participação vocal de Katy Perry. Seu quarto e último single de One of the Boys, "Waking Up in Vegas" foi lançado em abril e também teve um bom desempenho comercial. Em maio, ela reatou o namoro com Travis McCoy, mas eles terminaram novamente em setembro de 2009. Ela participou do MTV Video Music Awards de 2009, indicada na categoria "Melhor Videoclipe Feminino" com "Hot N Cold" e cantando "We Will Rock You" do Queen acompanhada de Joe Perry. Durante a premiação, ela conheceu e começou a namorar com apresentador do evento, Russell Brand.
A cantora participou da canção remixada da dupla de música eletrônica, 3OH!3, chamada "Starstrukk" e que foi lançada oficialmente no programa de rádio On Air with Ryan Seacrest em setembro de 2009. Em 5 de novembro, Katy Perry quebrou um recorde de quinze anos ao apresentar o MTV Europe Music Awards de 2009 por dois anos consecutivos, onde também foi indicada na categoria "Melhor Videoclipe" com "Waking Up in Vegas" e "Melhor Artista Feminina".
Em novembro de 2009, a parceria entre a MTV e a Capitol Records resultou no lançamento do álbum acústico MTV Unplugged: Katy Perry, com versões acústicas de algumas faixas de One of the Boys, cover do Fountains of Wayne e uma canção inédita chamada "Brick by Brick". Ela participou da canção intitulada "If We Ever Meet Again", do rapper Timbaland e que foi lançada como quarto single promocional do álbum Timbaland Presents Shock Value II em dezembro de 2009.

### 2010–2012:Teenage Dreame casamento

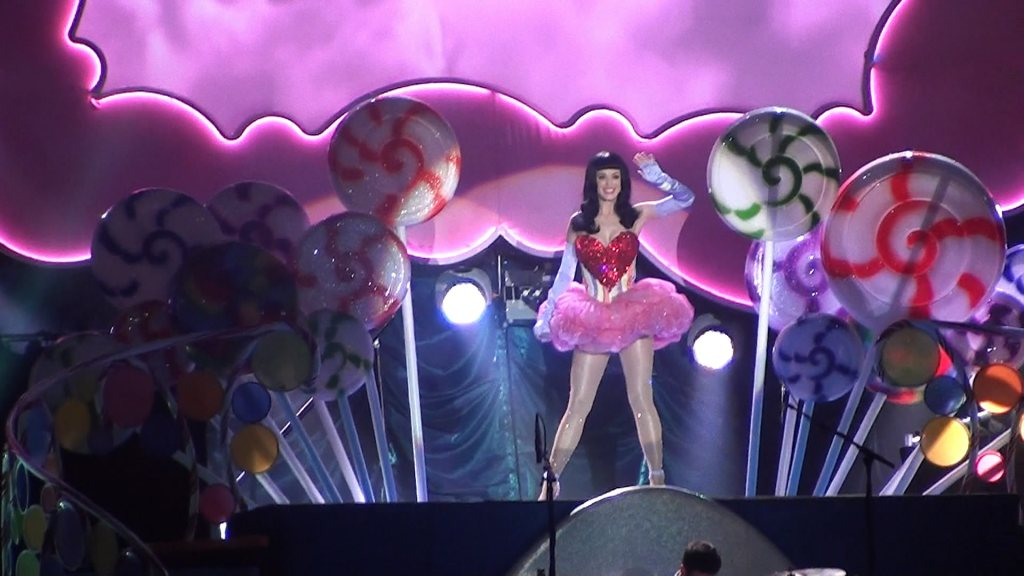
Katy Perry durante show da turnê The California Dreams Tour em Hamburgo, Alemanha.

Em janeiro de 2010, Katy Perry aceitou o pedido de casamento feito por Russell Brand enquanto ambos estavam viajando em Jaipur, Rajastão, Índia. Ela retornou aos estúdios para a gravação de seu segundo álbum de estúdio de música pop, e anunciou que estava trabalhando com Dr. Luke, Max Martin e Greg Wells novamente, além de anunciar Tricky Stewart como produtor, também. Ela participou como jurada da nona temporada do programa americano de talentos musicais American Idol, em janeiro de 2010. Em março, foi divulgado que Perry estava cotada para dublar a personagem Smurfette na adaptação cinematográfica em live-action/3D de 2011 de Os Smurfs, dirigida por Raja Gosnell e gravada e distribuída pela Sony Pictures Animation e Columbia Pictures, respectivamente.
"California Gurls", que tem a participação do rapper Snoop Dogg, foi lançado em maio de 2010 como primeiro single do terceiro álbum de estúdio e conseguiu atingir a primeira posição das paradas americanas, australianas, canadenses, irlandesas e neozelandesas, aparecendo no podium das paradas alemãs, austríacas, finlandesas e portuguesas, tornando-se o terceiro hit da carreira da cantora, com aproximadamente 4 400 000 cópias vendidas digitalmente. Katy Perry apresentou o Teen Choice Awards de 2010, vencendo nas categorias "Música do Verão" e "Melhor Single" com "California Gurls". O seu segundo álbum, intitulado Teenage Dream foi lançado em agosto de 2010 e emplacou na primeira posição das paradas de álbuns como a Billboard 200 e as paradas australianas, canadenses, inglesas e irlandesas. A faixa-título do álbum, "Teenage Dream", foi lançado em julho, antes do lançamento do álbum, como segundo single e atingiu a primeira posição dos Estados Unidos, Irlanda e Nova Zelândia, também tornando-se um sucesso de sua carreira. Em setembro, ela gravou uma participação especial no programa infantil, Sesame Street, mas ela não foi ao ar devido ao decote usado pela cantora no episódio, que foi reprovado por alguns pais mais conservadores. Em resposta, Perry apareceu no programa americano da NBC, Saturday Night Live, vestida com uma camiseta com um grande decote e com o rosto do personagem da Sesame Street, Elmo, como forma de deboche à crítica.
Em outubro, o terceiro single de Teenage Dream, "Firework", foi lançado nos Estados Unidos, conseguindo atingir a primeira posição das paradas americanas, canadenses e neozelandesas, sendo o quinto single de sucesso da carreira da cantora. "Firework" fez com que a cantora quebrasse um recorde por conseguir fazer três singles consecutivos de um mesmo álbum atingirem a primeira posição da parada americana, Billboard Hot 100, feito realizado pela última vez em 1999 pela cantora de R&B, Monica. O videoclipe foi patrocinado pela companhia telefônica europeia Deutsche Telekom, que selecionou mais de 200 fãs da cantora para participar da produção. Em outubro, a cantora participou e apresentou-se no Victoria's Secret Fashion Show 2010, onde cantou "Firework" usando um vestido desenhado pelo estilista Todd Thomas. Durante o outono do Hemisfério Norte, ela lançou sua primeira fragrância, chamada Purr, produto com embalagem em formato de gato.
Após a polêmica envolvendo-a na série Sesame Street, Perry participou do episódio "A Luta Antes do Natal" da vigésima segunda temporada de The Simpsons, onde representou a si mesma como namorada do personagem Moe Szyslak. Em dezembro, Katy Perry participou do VH1 Divas Salute the Troops, onde promoveu Teenage Dream e homenageou as tropas militares dos Estados Unidos junto à Keri Hilson, Nicki Minaj e Hayley Williams. Em janeiro de 2011, a cantora participou do People's Choice Awards 2011, onde venceu nas categorias "Melhor Artista Feminina" e "Maior Sensação Online". Ela participou da série americana da CBS, How I Met Your Mother, onde interpretou a prima da personagem Zoey, chamada Honey. Anunciada em outubro de 2010, a cantora embarcou em sua segunda turnê mundial, The California Dreams Tour, iniciada no continente europeu em fevereiro de 2011. Em fevereiro de 2011, ela lançou o quarto single de seu terceiro álbum, "E.T.", com a participação do rapper Kanye West na versão remixada, que foi além do recorde anterior e tornou-se o quarto single consecutivo do álbum a ficar na primeira posição da Billboard Hot 100 — feito realizado pela última vez em 2004 pelo cantor Usher, sendo também que a última artista feminina a emplacar quatro músicas na parada foi Mariah Carey em 1991.
Em 6 de junho de 2011, a cantora lançou o quinto single de seu disco, a canção "Last Friday Night (T.G.I.F.)". Em 18 de agosto, a faixa alcançou o primeiro lugar da principal parada da Billboard, assim como todos os seus antecessores, tornando Katy Perry a primeira mulher em 53 anos de história da parada Hot 100 a ter cinco músicas do mesmo disco no topo deste gráfico.  O único artista além dela a conseguir tal feito foi Michael Jackson em 1987 com seu álbum Bad, que estabeleceu o recorde com os sucessos "I Just Can't Stop Loving You", "Bad", "The Way You Make Me Feel", "Man in the Mirror" e "Dirty Diana". Em 23 de setembro, ela participou do dia de abertura do Rock in Rio 2011, festival que se estendeu ao dia 2 de outubro. Durante o show, produziu uma das cenas mais marcantes do evento, quando chamou ao palco Júlio César de Salvo, que era um fã anônimo até então. O rapaz, que ficou conhecido como "Júlio de Sorocaba", acabou se tornando uma celebridade instantânea quando foi "assediado" com um beijo da cantora, recebendo a oportunidade de retribuir também com um outro. O fato virou notícia na maioria dos telejornais brasileiros, inclusive no Fantástico e Jornal Nacional, inclusive se tornando um trend topic, não apenas no Twitter, mas na Internet em geral.
Em 28 de setembro, a faixa "The One That Got Away" foi lançada como o sexto e último single oficial do álbum Teenage Dream. Se a canção atingisse o topo da principal parada da Billboard, Perry seria a primeira artista da História a alcançar tal marca, fato este que não veio a ocorrer pois a faixa não obteve desempenho suficiente, sendo o terceiro lugar a sua maior posição na parada mesmo após as versões remix e acústico da faixa serem lançadas.

### 2013–2015:Prisme Super Bowl XLIX Halftime Show
Em novembro de 2012, Perry começou a trabalhar em seu quarto álbum, Prism. Ela disse à Billboard: "Eu sei a arte da capa, a coloração e o tom" e "Eu sei que tipo de turnê eu farei em seguida. Ficarei muito satisfeita se a visão que tenho em minha cabeça se tornar uma realidade". Embora ela tenha dito à L'Uomo Vogue em junho de 2012 que planejava ter "elementos mais obscuros" em seu álbum após o fim de seu casamento, Perry revelou à MTV durante os MTV Video Music Awards de 2013 que ela mudou de direção do álbum após um período de autorreflexão. Ela comentou: "Eu me senti muito prismática", o que inspirou o nome do álbum. "Roar" foi lançado como o primeiro single do álbum em 10 de agosto de 2013. Ele foi promovido no referido evento e alcançou o número um nos Estados Unidos. "Unconditionally" foi lançado como o segundo single de Prism em 16 de outubro, e atingiu o número 14 no referido país.

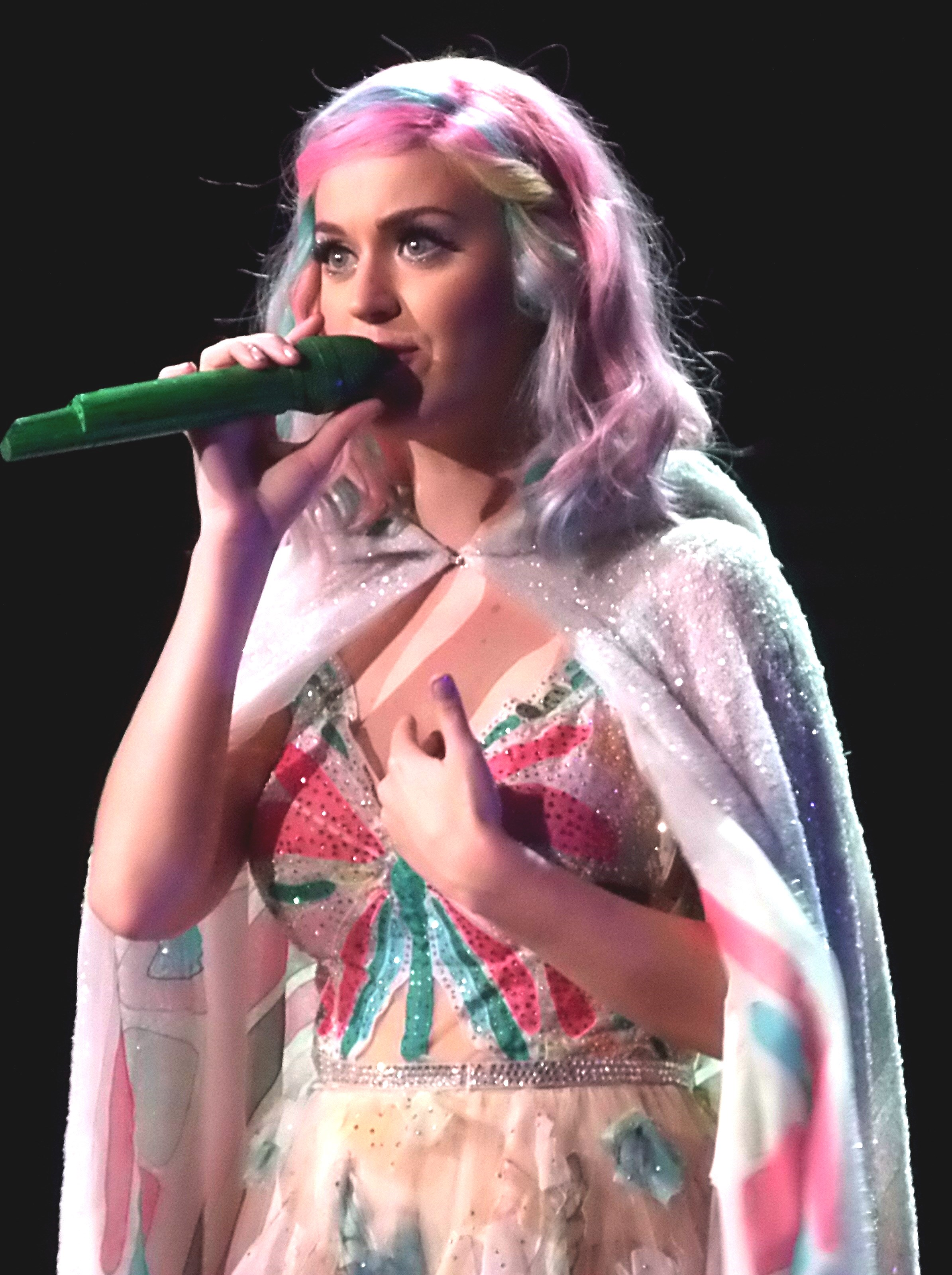
Perry apresentando-se na Prismatic World Tour em julho de 2014.

Prism foi lançado em 18 de outubro de 2013, e vendeu 4 milhões de cópias até agosto de 2015. Ele recebeu críticas favoráveis dos críticos e estreou no número um nos Estados Unidos. Quatro dias depois, Perry apresentou as músicas do álbum no iHeartRadio Theatre, em Los Angeles. "Dark Horse", com Juicy J, foi lançado como o terceiro single do álbum em dezembro, e se tornou seu nono single a atingir o topo da tabela estadunidense no mês seguinte. Em 2014, "Birthday" e "This Is How We Do" foram liberados respectivamente como quarto e quinto singles do álbum, e alcançaram o top 25 no país. Antes de terminar seu relacionamento com Mayer em fevereiro de 2014, ela gravou e co-escreveu um dueto com ele, intitulado "Who You Love", para o seu álbum Paradise Valley. A canção foi lançada em 12 de agosto de 2013. Sua terceira turnê, Prismatic World Tour, começou em maio de 2014 e terminou em outubro de 2015. Ela vendeu quase 2 milhões de ingressos e arrecadou US$204,3 milhões no mundo inteiro, e ganhou o prêmio de "Top Package" no Billboard Touring Awards de 2014. Ela também se apresentou no festival Rock in Rio em 27 de setembro de 2015.
Em 23 de novembro de 2014, a National Football League (NFL) anunciou que Perry iria apresentar no show do intervalo do Super Bowl XLIX em 1 de fevereiro de 2015. Lenny Kravitz e Missy Elliott serviram como convidados especiais do show. A performance foi aclamada pela crítica, e o Guinness World Records anunciou dois dias depois que a apresentação havia acumulado 118,5 milhões de espectadores nos Estados Unidos, tornando-se o show mais assistido na história do Super Bowl. A audiência foi maior do que o jogo em si, que foi visto por um público de 114,4 milhões.
A Federação Internacional da Indústria Fonográfica (IFPI) classificou-a no quinto lugar na lista dos maiores artistas musicais de 2013. Em 26 de junho de 2014, foi declarada a artistas com mais certificados de vendas digitais pela Recording Industry Association of America (RIAA) por vendas certificadas de 72 milhões de singles digitais nos Estados Unidos. Em maio de 2014, um retrato de Perry, do pintor Mark Ryden, foi apresentado em sua exposição "The Gay 90s", e foi exibido na Kohn Gallery, em Los Angeles. Juntamente com vários outros artistas, ela também gravou uma versão cover da canção "Daisy Bell (Bicycle Built for Two)" em um álbum conceitual de edição limitada, intitulado The Gay Nineties Old Tyme Music: Daisy Bell, para acompanhar a exposição. Naquele mês, um retrato de Perry feito pelo artista Will Cotton foi incluído na National Portrait Gallery dos Estados Unidos. Em 23 de novembro de 2015, Perry estrelou a campanha publicitária de fim de ano da H&M, para a qual ela escreveu e gravou uma música intitulada "Every Day is a Holiday". Em 17 de junho de 2014, Perry anunciou que havia fundado seu próprio selo, chamado Metamorphosis Music. Ferras foi o primeiro artista a assinar contrato com seu selo, e Perry foi produtora executiva de seu EP autointitulado. Ela também gravou um dueto com ele no EP, intitulado "Legends Never Die". O selo foi posteriormente renomeado como Unsub Records.
Além de sua carreira musical, Perry reprisou seu papel como Smurfette em The Smurfs 2, que foi lançado nos cinemas em 31 de julho de 2013. Como seu antecessor, The Smurfs 2 foi um sucesso financeiro mundial, mas foi recebido com avaliações negativas dos críticos. Em março de 2014, ela fez uma participação especial no episódio "Blisteritos Presents Dad Academy Graduation Congraditious Red Carpet Viewing Party" do Kroll Show. Killer Queen foi lançada como sua terceira fragrância em agosto de 2013 pela Coty, Inc. Em janeiro de 2014, tornou-se curadora convidada da iniciativa Art for Freedom de Madonna. Em março de 2015, ela apareceu em Brand: A Second Coming, um documentário que acompanhou a transição do ex-marido Russell Brand de comédia para atuação, e lançou o filme Katy Perry: The Prismatic World Tour da Epix, que aconteceu durante sua turnê de mesmo nome. Perry também fez uma participação especial no videoclipe da música de Madonna, "Bitch I'm Madonna", em junho de 2015. No mês seguinte, ela lançou outra fragrância com a Coty, intitulada Mad Potion. Em setembro de 2015, ela apareceu nos documentários Katy Perry: Making of the Pepsi Super Bowl Halftime Show, que seguiu a preparação de Perry para sua performance no Super Bowl, e Jeremy Scott: The People's Designer, que seguiu a vida e carreira do designer Jeremy Scott. Perry lançou um aplicativo para celular intitulado Katy Perry Pop em dezembro de 2015 através da Glu Mobile, onde seu personagem ajuda os músicos a se tornarem famosos. Ela o descreveu como "o mundo mais divertido e colorido que ajuda a orientar seus sonhos musicais".

### 2016–2018:WitnesseAmerican Idol
Perry passou a escrever canções para seu novo álbum em junho de 2016, e gravou uma faixa para a cobertura da NBC Sports dos Jogos Olímpicos de Verão de 2016, intitulada "Rise", que foi lançada no mês seguinte; Perry escolheu lançá-la como uma faixa independente em vez de guardá-la para seu álbum "porque agora, mais do que nunca, é necessário que nosso mundo se una". A NBC também sentiu que sua mensagem falava "diretamente com o espírito das Olimpíadas e seus atletas" por seus temas inspiradores. A canção alcançou o topo das paradas na Austrália, e atingiu o número onze nos Estados Unidos.

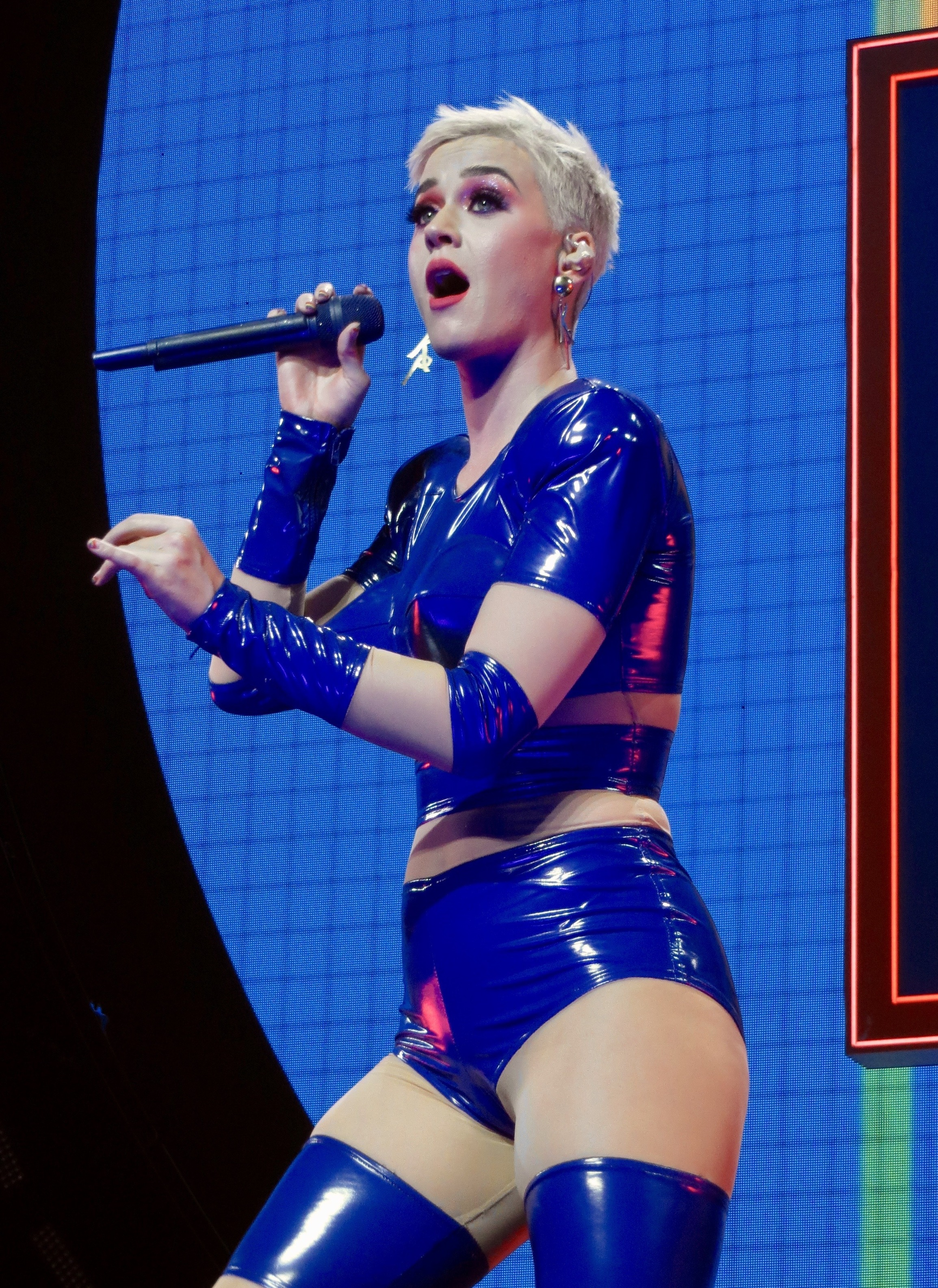
Katy Perry em 2018 durante a Witness: The Tour.

Em agosto de 2016, Perry afirmou que aspirava criar material "que conectasse, relacionasse e inspirasse", e disse a Ryan Seacrest que ela "não estava apressando" seu quinto álbum, acrescentando: "Estou apenas me divertindo muito, mas experimentando e experimentando diferentes produtores, diferentes colaboradores e diferentes estilos". Em 10 de fevereiro de 2017, Perry lançou o primeiro single do álbum, "Chained to the Rhythm", com participação de Skip Marley. Alcançou o número um na Hungria e o número quatro nos Estados Unidos. A faixa também foi transmitida mais de três milhões de vezes no Spotify em 24 horas, quebrando o recorde de maior quantidade de transmissões no primeiro dia de uma única faixa de uma artista feminina. O segundo single do álbum, "Bon Appétit" com participação do grupo Migos, foi lançado em abril. Seu terceiro single, "Swish Swish", contou com a participação de Nicki Minaj e foi lançado no mês seguinte. Eles respectivamente alcançaram os números 59 e 46 nos Estados Unidos, e chegaram ao top 15 no Canadá.
O álbum, intitulado Witness, foi lançado em 9 de junho de 2017, recebendo críticas mistas, e estreando no número um nos Estados Unidos. Para acompanhar o lançamento do álbum, Perry apareceu em uma transmissão intitulada Katy Perry Live: Witness World Wide, que foi finalizada com um show ao vivo em 12 de junho. A transmissão ao vivo gerou mais de 49 milhões de visualizações de 190 países. Ela também embarcou na Witness: The Tour, que começou em setembro de 2017 e terminou em agosto de 2018. Em junho de 2017, Calvin Harris lançou uma música intitulada "Feels" de seu álbum Funk Wav Bounces Vol. 1, que contou com Perry, Big Sean e Pharrell Williams, e alcançou o primeiro lugar no Reino Unido.
Posteriormente, Perry regravou a canção "Waving Through a Window", do musical Dear Evan Hansen, para a edição de luxo da gravação do elenco, que foi lançada em 2 de novembro de 2018. Os criadores do musical, Benj Pasek e Justin Paul, pediram a Perry para regravar a música para promover a turnê nacional do musical e trazer conscientização para a saúde mental. Mais tarde naquele mês, Perry lançou "Cozy Little Christmas". Ela também gravou a música "Immortal Flame" para o jogo Final Fantasy Brave Exvius, e teve um personagem jogável modelado a partir dela.
Fora do âmbito musical, Perry apareceu como ela mesma no filme Zoolander 2, lançado em fevereiro de 2016. Em fevereiro de 2017, a cantora lançou uma linha de calçados intitulada "Katy Perry Collections". Seus sapatos estão disponíveis em seu website, Katy Perry Collections, e em varejistas como Dillard's e Walmart. Em agosto seguinte, ela apresentou o MTV Video Music Awards de 2017. Perry foi contratada por um salário de US$ 25 milhões para atuar como jurada na nova versão do talent show American Idol na rede de televisão ABC, que estreou em março de 2018. Perry iniciou um relacionamento com Orlando Bloom no início de 2016; o casal ficou noivo em 14 de fevereiro de 2019.

### 2019–2020:Smilee maternidade

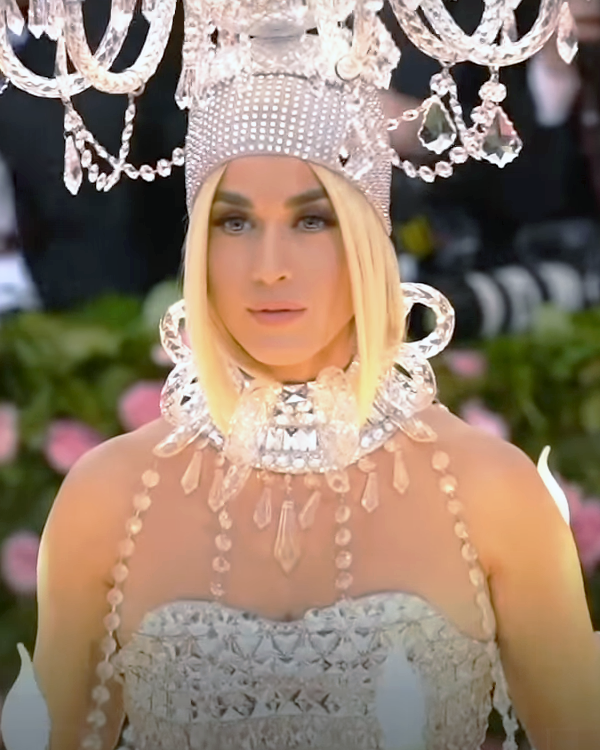
Perry durante o evento Met Gala em maio de 2019.

No Grammy Awards de 2019, Perry cantou "Here You Come Again", ao lado de Dolly Parton e Kacey Musgraves, como parte de uma homenagem a Parton. Quatro dias depois, ela lançou uma música chamada "365", com o DJ Zedd. Em abril, Perry foi incluída em um remix da música "Con Calma" de Daddy Yankee, com participação de Snow. Ela seguiu com os singles "Never Really Over" em 31 de maio, "Small Talk" em 9 de agosto e "Harleys in Hawaii" em 16 de outubro. "Never Really Over", em particular, recebeu aclamação da crítica.
Em junho de 2019, Perry apareceu no videoclipe de "You Need to Calm Down" de Taylor Swift. Em julho, um júri na Califórnia proferiu sentença após um julgamento de uma semana investigar se a música "Dark Horse" de Perry havia copiado a música "Joyful Noise" de Flame, de 2008, depois que ele entrou com uma ação de direitos autorais alegando que usou a batida de sua faixa sem permissão; o veredicto foi posteriormente anulado. Após a sentença inicial, o júri ordenou que ela pagasse a ele US$ 550 000. No mês seguinte, Josh Kloss, co-estrela de Perry no videoclipe "Teenage Dream", acusou-a de má conduta sexual. Em uma postagem no Instagram, Kloss alegou que, durante uma festa em um rinque de patinação, Perry puxou sua calça de moletom e sua cueca, expondo seu pênis aos amigos do sexo masculino. Ele também disse que o empresário dela o impediu de falar sobre seu tempo com a cantora. No entanto, Johnny Wujek, o diretor criativo da referida festa, defendeu Perry, dizendo que ela "nunca faria algo assim" e acusou Kloss de ter uma "obsessão contínua" por ela. Depois de inicialmente se abster de responder a isso, acreditando que isso prejudicaria o movimento Me Too, Perry também negou as alegações de Kloss.
Após o lançamento de seu single "Never Worn White" em março de 2020, Perry revelou no videoclipe que estava esperando seu primeiro filho com Bloom. "Daisies", o primeiro single de seu sexto álbum, foi lançado em 15 de maio de 2020. Seu segundo single, "Smile", foi lançado dois meses depois. O álbum, também intitulado Smile, foi lançado em 28 de agosto de 2020. Dois dias antes de sua distribuição, ela deu à luz sua filha chamada Daisy Dove Bloom. O álbum recebeu críticas mistas, e estreou em quinto lugar nos Estados Unidos. Perry promoveu ainda mais o álbum com quatro EPs de compilação: Camp Katy, Empowered, Scorpio SZN, e Cosmic Energy. Esses EPs foram seguidos pelo single "Not the End of the World" em dezembro de 2020, que teve um videoclipe no qual Zooey Deschanel personifica Perry. Além disso, ela colaborou com vários artistas para criar dois remixes das faixas do álbum Smile: o remix de Tiësto de "Resilient" com Aitana foi lançado em novembro de 2020, enquanto o remix de Bruno Martini de "Cry About It Later" com Luísa Sonza foi lançado em abril de 2021.

### 2021–2023: Play

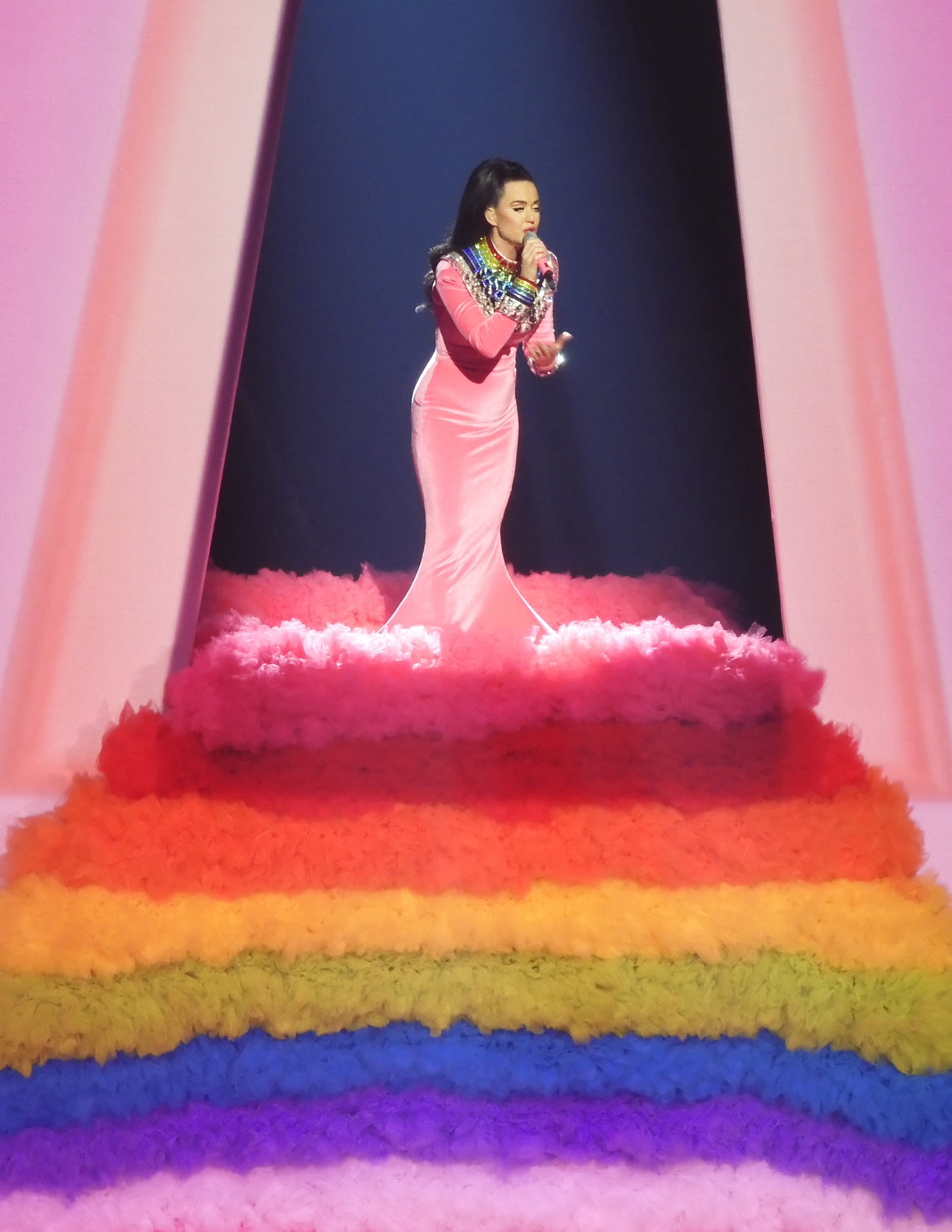
Perry durante apresentação em sua residência Play, em Las Vegas, em 2022

Em 20 de janeiro de 2021, Perry cantou "Firework" no concerto Celebrating America, durante a posse do presidente Joe Biden. Quatro meses depois, ela lançou um novo single, "Electric", uma colaboração com a Pokémon para o 25º aniversário da franquia.
Perry começou a apresentar uma residência de shows chamada Play no Resorts World Las Vegas em 29 de dezembro de 2021. A elaboração da série de concertos começou durante a quarentena causada pela COVID-19 com Perry sendo inspirado por Honey, I Shrunk the Kids, Pee-wee's Playhouse e Pee-wee's Big Adventure. Ela o descreveu como "maior que a vida" e "o show mais bizarro e exagerado que já montei". O concerto recebeu aclamação da crítica com Melinda Sheckells da Billboard descrevendo-o como "parte fantasia, parte alucinação e inteiramente exagerado". Além de uma noite de abertura com ingressos esgotados, o Santa Barbara Independent informou que o contrato de Perry para a residência valia US$ 168 milhões. O último show ocorreu em 4 de novembro de 2023, e a residência lucrou 46.4 milhões de dólares ao total.
Em setembro de 2021, a Variety prestou homenagem a Perry em sua edição "Power of Women", onde ela discutiu sua carreira, maternidade e filantropia. Como indicada, ela participou do jantar "Power of Women" da Variety em 2021. Em seu aniversário de 37 anos no mês seguinte, Perry apresentou o The Ellen DeGeneres Show e estrelou um anúncio de férias para a Gap Inc., que a apresentava cantando "All You Need Is Love" dos Beatles. Uma versão completa de seu cover foi lançada em plataformas de streaming no mesmo dia. Dois meses depois, Perry lançou "When I'm Gone", uma colaboração com o DJ sueco Alesso, que fez dela a terceira pessoa a alcançar o número um na Croácia em três décadas diferentes, após Lady Gaga e Coldplay. Em janeiro de 2022, ela e Morgan McLachlan fundaram a De Soi, uma empresa que produz e vende aperitivos sem álcool.
Junto com Thomas Rhett, Perry gravou um dueto country pop intitulado "Where We Started" para seu álbum de mesmo nome que foi lançado três meses depois. Em maio daquele ano, foi anunciado que Perry criaria a música para a trilha sonora do filme musical de animação de Jeremy Zag, Melody, e daria voz ao personagem-título. Ela também se tornou o novo rosto dos comerciais de Just Eat's, SkipTheDishes's, Lieferando's e Menulog's e criou um novo remix de seu jingle. Em 8 de junho de 2022, Perry recebeu a chave da cidade de Las Vegas, mesmo dia em que foi anunciado como o dia de Katy Perry. Em agosto, Perry colaborou com a empresa de tecnologia Apple Inc. estrelando anúncios de seu software de música GarageBand, onde os usuários podiam ter "sessões de remix" com sua música "Harleys in Hawaii". Sobre a colaboração, Perry afirmou: "'Harleys in Hawaii' viveu tantas vidas diferentes [...] Há tantas oportunidades para remixar essa música e mal posso esperar para ouvir todas as evoluções do GarageBand com esta colaboração da Apple." Em maio de 2023, Perry apresentou "Roar" e "Firework" no Castelo de Windsor em Londres, durante a coroação de Carlos III do Reino Unido. Quatro meses depois, ela vendeu os direitos de suas músicas para a Litmus Music por um valor estimado em 225 milhões de dólares.

### 2024–presente:143
Durante uma aparição no programa Jimmy Kimmel Live! em fevereiro de 2024, Perry anunciou sua saída do American Idol após a conclusão de sua vigésima segunda temporada, querendo "sair e sentir aquela pulsação na minha própria batida" e lançar novas músicas depois de estar "no estúdio por um tempo". A temporada estreou no final daquele mês e terminou em maio seguinte. Ela lançará "Woman's World", o primeiro single de seu sétimo álbum, intitulado 143, em 11 de julho de 2024. Perry também irá se apresentar na décima edição do festival Rock in Rio em 20 de setembro daquele ano, mesmo dia do lançamento do disco.

## Influências e estilo musical

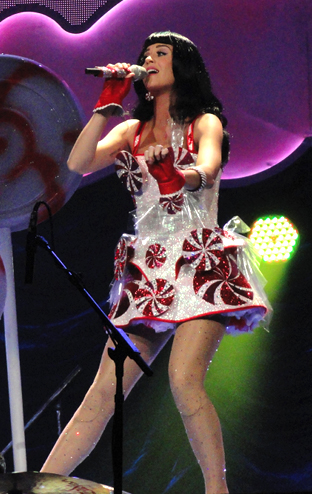
Perry em 2011.

Perry possui um tipo vocal classificado como Soprano lírico. Com o lançamento de seu segundo álbum, One of the Boys, o estilo musical de Katy Perry foi intensamente comparado à Avril Lavigne e Lily Allen, devido as canções provocadoras e desbocadas. Mas de acordo com a matéria publicada no site Abril.com, "a voz de Perry é superior" e "a cantora tem senso de humor que faltava em Lavigne", enquanto que Allen possui uma voz mais suave em relação as duas. Perry citou como principal influência o vocalista da banda Queen, Freddie Mercury, pois a "combinação da maneira sarcástica com que ele compunha e o ar de 'dane-se' foram primordiais" para carreira da cantora. Enquanto o álbum Teenage Dream estava sendo gravado e produzido, ela falou que inspirou-se e gostaria de ser uma nova Alanis Morissette da música internacional. Musicalmente, Perry citou as cantoras Cyndi Lauper, Madonna e as bandas ABBA, Ace of Base e The Cardigans como inspirações para o estilo musical de Teenage Dream, que possui fortes influências da música pop da década de 1990 para "fazer as pessoas pularem para cima e para baixo".
Desde o lançamento do álbum Katy Hudson, a cantora era analisada por suas canções com letras fortes, sendo que Russ Breimeier da Christianity Today disse "Suas habilidades de compor são fortes, é difícil acreditar que ela tem apenas 16 anos e tinha apenas 15 quando escreveu a maior parte destas músicas. […] Poderia ter sido apenas outra compositora adolescente imitando tendências musicais com letras cristãs. Em vez disso, eu ouço um notável jovem talento emergente, uma compositora talentosa, que certamente vai longe neste negócio". Entre 2007 e 2009, Perry foi criticada pelos profissionais devido aos seus temas polêmicos abordados em One of the Boys. A canção "Ur So Gay", onde a cantora compara o estilo emo exagerado de seu ex-namorado ao homossexualidade, foi mal-recebida devido a alegações de Homofobia devido ao refrão que diz "Você é tão gay e você nem mesmo gosta de garotos". Diferentemente desta, "I Kissed a Girl", que fala sobre o beijo entre duas garotas, foi criticada pelos cristãos e moralistas por supostamente influenciar à homossexualidade. Em Teenage Dream houve um amadurecimento musical da cantora, que disse à Associated Press: "Das poucas letras que escrevi até agora, são todas muito honestas, talvez mais honestas do que as últimas. Mas elas estão um pouco mais maduras. Agora sei como lidar com os garotos. Na verdade, eu não me envolvo mais com garotos agora, e sim com homens. É bem diferente quando você faz um disco com 19 anos e quando você faz outro com 25". As canções do terceiro álbum, "Firework", "Hummingbird Heartbeat" e "Not Like the Movies" foram inspiradas pelo então marido, Russell Brand.

## Imagem pública

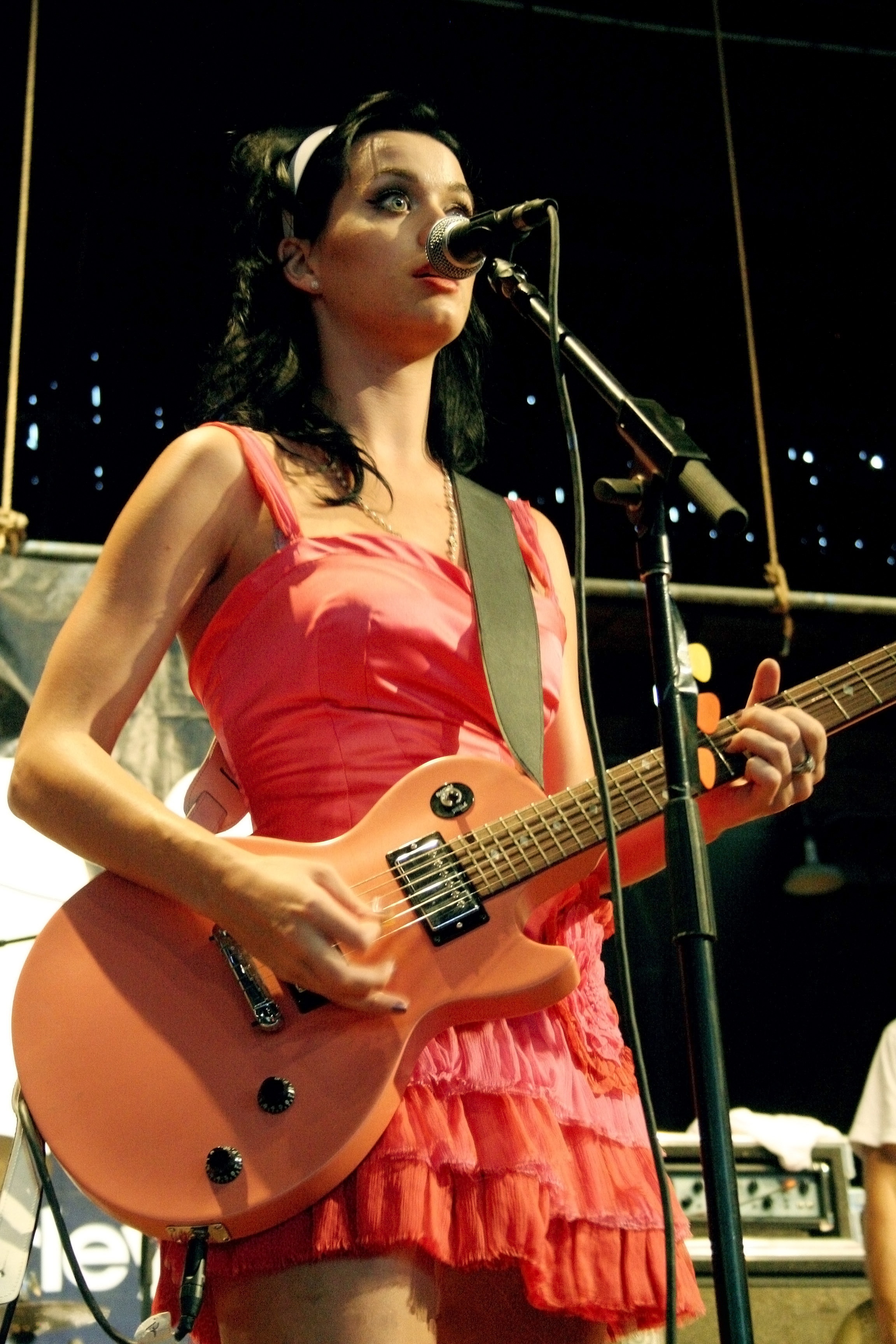
Apresentação da cantora no Warped Tour em 2008.

Inicialmente, entre 2007 e 2009, Katy Perry era conhecida por seu estilo pin-up, que baseia-se na moda da década de 1940 e 1950 que abrangem peças de roupas coloridas e estampadas. Em entrevista, Perry revelou que inspirou-se no estilo da personagem homônima do filme de 1962 de Stanley Kubrick, Lolita. Em entrevista com a revista Fabulous, a cantora revelou que planeja lançar sua própria linha de roupas, segundo ela, inspiradas em pin-up e Lolita e no estilo de Agyness Deyn e Dita Von Teese. A partir de 2010, a cantora passou a vestir roupas mais ousadas, como vestidos de látex e shorts brilhantes, que fizeram Perry ser eleita pela MTV como uma das cantoras mais bem vestidas do ano.
Em uma lista da revista Maxim sobre "As Mulheres Mais Sexy do Mundo em 2010", a cantora foi classificada na primeira posição. Ela comentou à Elle durante a edição de março de 2010: "Acredito que as pessoas já sabem que não sou apenas uma garotinha sexy, tenho mais a dizer. Estou tentando dar às pessoas trilha sonora para suas vidas - músicas que expressam um barril de emoções". Na edição de julho da revista Billboard nos Estados Unidos em que a cantora aparece na capa, Perry foi chamada de "Nova Rainha do Pop". Em dezembro, ela foi convidada para participar do VH1 Divas Salute the Troops e comentou sobre o uso do termo 'diva' a seu respeito: "Tive que procurar a definição de 'diva' no dicionário. Tive que ir na essência da palavra. Obviamente, eu não sou Beyoncé. Ela é uma diva de verdade".
Durante o decorrer dos anos de carreira, a cantora revelou-se ser uma artista filantropa. Em maio de 2009, ela participou do Life Ball, evento de gala ocorrido em Viena, Áustria que teve como propósito arrecadar fundos monetários usados para ajudar o combate da AIDS. Ela posou com uma camiseta da campanha Fashion Against AIDS, que arrecada os lucros das vendas destas contra a doença. O videoclipe de "Firework" — que aborda temas como superação do preconceito, problemas físicos e psicológicos — foi dedicado ao projeto It Gets Better, campanha estadunidense que tenta combater o suicídio entre jovens homossexuais. Após o terremoto e tsunami de 11 de março de 2011 que devastou principalmente Sendai, Japão, a cantora revelou que iria reverter parte da renda obtida com a venda de produtos de sua turnê mundial, The California Dreams Tour, a fim de ajudar as vítimas do país. A canção "Firework" apareceu no álbum beneficente para ajudar o país, Songs for Japan, junto com diversos outros artistas.

## Vida pessoal

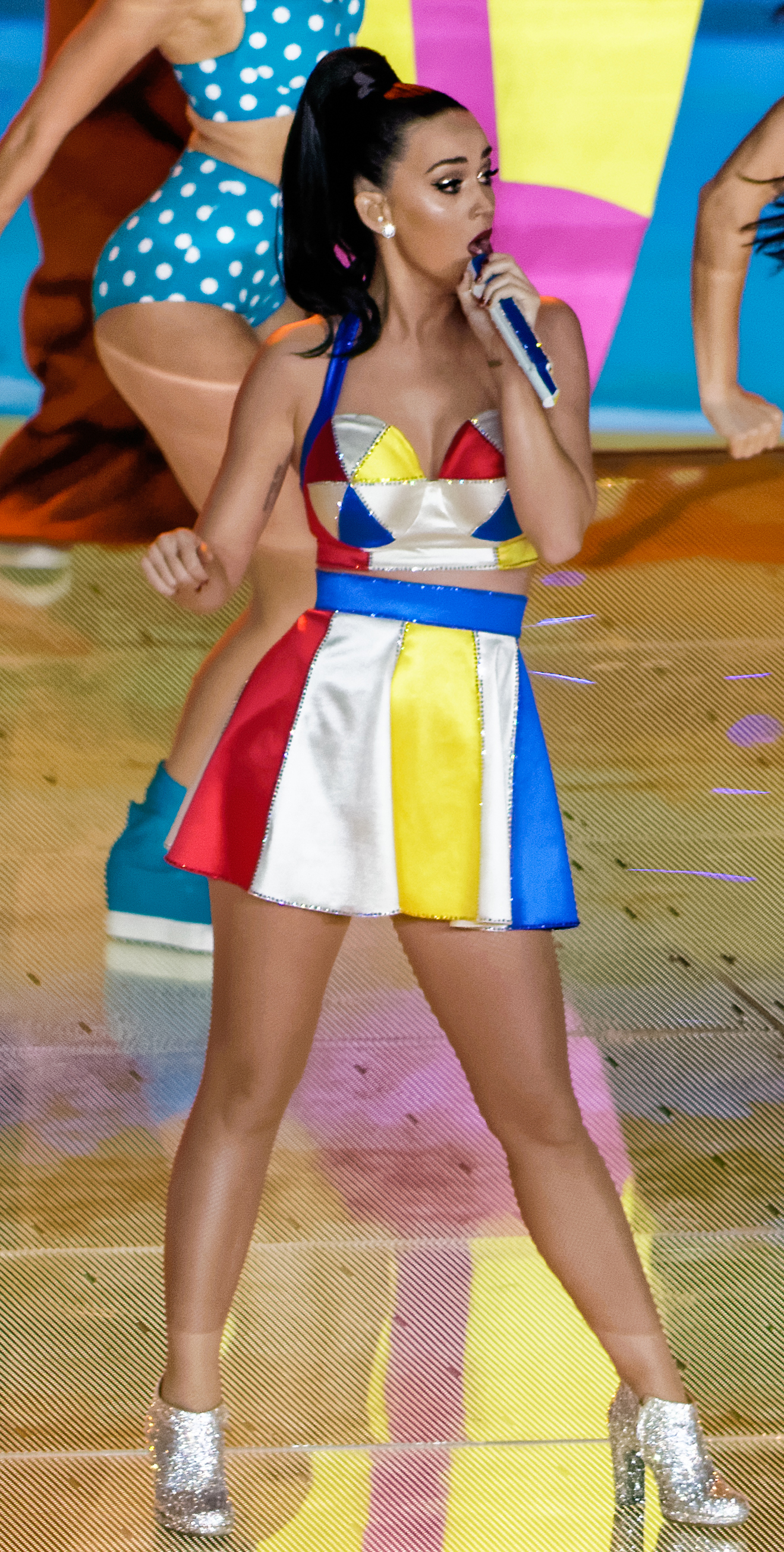
Katy em performance no Super Bowl 2015.

Em 2007, Katy Perry iniciou um relacionamento com o vocalista da banda Gym Class Heroes, Travis McCoy, mas que acabou no final de 2008 devido a dificuldade dos dois para conciliarem o trabalho com a vida pessoal. Algum tempo depois, os dois voltaram a namorar, mas por um curto tempo. Ela conheceu o ator e humorista, Russell Brand, durante o MTV Video Music Awards de 2009, após lançar uma garrafa de água acidentalmente na direção dele. Enquanto estavam em Jaipur, Rajastão, Índia, em janeiro de 2010, Brand propôs casamento à cantora, que aceitou. Sua amiga e também cantora, Rihanna, realizou a despedida de solteiro de Perry em Las Vegas, Nevada, em setembro. Em outubro, Perry retornou para Jaipur na Índia, onde casou-se com Russell Brand; o casamento foi inspirado na cultura indiana, apesar de ser realizado por um pastor. "A cerimônia, privada e espiritual, contou com a presença da família e de amigos próximos do casal, e foi realizada por um sacerdote cristão muito amigo da família Hudson. Serviram de cenário os campos majestosos e inspiradores", contou uma fonte próxima à cantora. As fotos do casamento foram mantidas em segredo até a performance da cantora no 53º Grammy Awards. O casal se separou 14 meses depois.  Em 2019, ficou noiva do ator Orlando Bloom, com quem teve sua primeira filha, Daisy Dove Bloom, em 26 de agosto de 2020, tendo o nascimento anunciado através do perfil no Instagram da UNICEF, onde Katy e Orlando são embaixadores.
Durante um discurso, em 2017, ao receber o Nation Equality Award, da Human Rights Campaign, afirmou ter sexualidade fluida.
Apesar de atuar nos estilos musicais pop e pop-rock, Perry possui origens cristãs devido a seus pais, Keith e Mary Hudson, ambos pastores evangélicos. Devido a isso, a cantora pronunciou-se dizendo que "não é legal misturar religião e sexo na mesma garrafa". Durante o primeiro semestre de 2010, ela ouviu Russell Brand zombando de alguns protestantes cristãos antigays, dizendo a eles: "Vocês não conhecem Jesus! Eu conheço: acabei de chupar o pau dele". Ofendida, a cantora postou em seu Twitter: "Usar blasfêmia como entretenimento é tão de mau gosto quando um comediante contar uma piada de peido", que fez a mídia acreditar que ela estava criticando o videoclipe que Lady Gaga havia acabado de lançar na época, "Alejandro", criando uma grande polêmica. Perry também tem o nome "Jesus" tatuado no pulso, revelando à Rolling Stone: "Deus ainda é uma parte grande da minha vida […] Ainda acredito que Jesus é o filho de Deus".. Sua mãe revelou que está escrevendo um livro sobre sua relação com sua filha.. Katy começou a praticar o Budismo de Nitiren  por inluência do marido Orlando Bloom. 
Perry também é uma grande amiga de Miley Cyrus. Após uma suposta ofensa feita pela artista chamando o visual de Miley no MuchMusic Video Awards como "Britney Spears de novo", "É pior do que isso. Olha para essa roupa, é horrível", Perry respondeu e justificou a suposta ofensa através de seu Twitter, dizendo: "Eu nunca falei merda sobre a minha amiga Miley. Amo aquela vadia". A Rolling Stone brasileira deu uma resenha positiva à confusão e a justificativa, dizendo: "Não só centenas de sites de fofoca noticiaram seu comentário no Twitter, como também ela conseguiu chamar publicamente Miley Cyrus, de 17 anos, de "vadia"". Em 2013, o seu pai, Keith Hudson, chamou a cantora pop de "filha do diabo" num sermão em Santa Fe Springs, no Estado americano da Califórnia.

## Discografia
Álbuns de estúdio
- Katy Hudson (2001)
- One of the Boys (2008)
- Teenage Dream (2010)
- Prism (2013)
- Witness (2017)
- Smile (2020)
- 143 (2024)

## Turnês musicais
| Turnês - Hello Katy Tour (2009) - California Dreams Tour (2011–12) - Prismatic World Tour (2014–15) - Witness: The Tour (2017–18) - The Lifetimes Tour (2025) | Residência - Play (2021–23) |

## Filmografia

### Cinema
| Ano  | Título                                                   | Papel          | Notas        |
| ---- | -------------------------------------------------------- | -------------- | ------------ |
| 2011 | The Smurfs                                               | Smurfette      |              |
| 2012 | Katy Perry: Part of Me                                   | Ela mesma      | Documentário |
| 2013 | The Smurfs 2                                             | Smurfette      |              |
| 2015 | Katy Perry: Making of the Pepsi Super Bowl Halftime Show | Ela mesma      | Documentário |
| 2017 | Katy Perry: Will You Be My Witness?                      | Ela mesma      | Documentário |
| 2024 | Peppa's Cinema Party                                     | Srta. Leopardo |              |

### Televisão
| Ano       | Título                     | Papel          | Notas                                      |
| --------- | -------------------------- | -------------- | ------------------------------------------ |
| 2008      | Wildfire                   | Ela mesma      | Episódio: "Life's Too Short"               |
| 2008      | The Young and the Restless | Ela mesma      | Episódio: "1.8914"                         |
| 2010      | The Simpsons               | Ela mesma      | Episódio: "The Fight Before Christmas"     |
| 2011      | How I Met Your Mother      | Honey          | Episódio: "Oh Honey"                       |
| 2012      | Raising Hope               | Rikki Hargrove | Episódio: "Single White Female Role-Model" |
| 2016      | Zoolander: Super Model     | Ela mesma      | Filme de TV                                |
| 2018-2024 | American Idol              | Jurada         | 92 episódios                               |
| 2019      | American Housewife         | Ela mesma      | Episódio: "American Idol"                  |
| 2020      | The Rookie                 | Ela mesma      | Episódio: "The Overnight"                  |

### Vídeo game
| Ano  | Título       | Papel     |
| ---- | ------------ | --------- |
| 2013 | The Smurfs 2 | Smurfette |